# Leptogenys amazonica

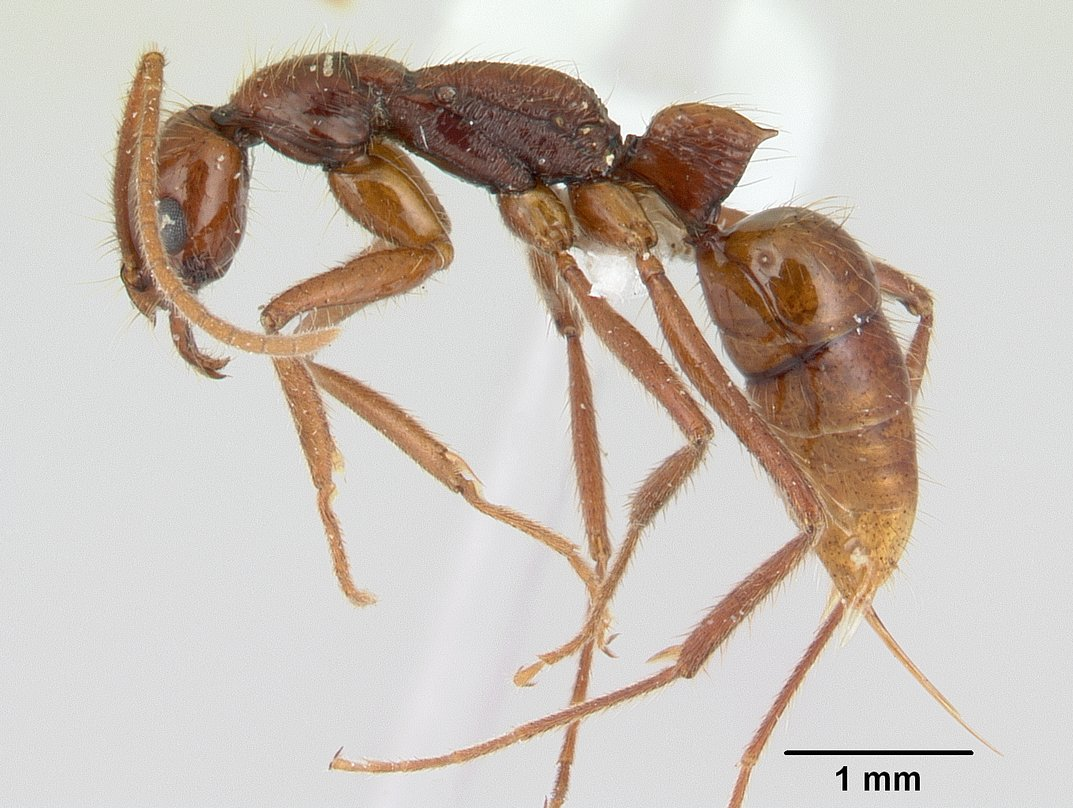
Муравей Leptogenys amazonica

Leptogenys amazonica  (лат.) — вид муравьёв (Formicidae) рода Leptogenys из подсемейства Ponerinae. Южная Америка (Бразилия, Эквадор). Мелкие муравьи (около 5 мм) коричневого цвета. Глаза крупные, выпуклые, расположены в переднебоковых частях головы. Длина головы рабочих муравьёв 1,21—1,27 мм (ширина головы — 0,96—0,99 мм), длина скапуса усиков — 1,37—1,42 мм, длина груди — 2,13—2,18 мм. Усики длинные, соотношение длин скапуса и головы (SI) = 1,41—1,47. Голова и брюшко, в основном, гладкие и блестящие, грудка морщинистая.